# ترور یک رئیس دبیرستان
ترور یک رئیس دبیرستان (به انگلیسی: Assassination of a High School President) فیلمی است محصول سال ۲۰۰۸ و به کارگردانی برت سیمون است. در این فیلم بازیگرانی همچون ریس تامپسون، بروس ویلیس، میشا بارتون، مایکل راپاپورت، کاترین موریس، جاش پایس، لوک گریمز، زک روئریگ، مایکل زیگن، ملونی دیاز، زو کراویتز، مارک جان جفریز، زاکاری بوث ، جان ماگارو ، آئورا هیملستین ، جیک ویری ، وینسنت پیازا ، امیلی مید ایفای نقش کرده‌اند.